# Краудшиппинг
Краудшиппинг (англ. Crowd — толпа, shipping — доставка) — система доставки посылки через попутчиков.

## Значение
Краудшиппинг, неологизм пришедший с запада, в связи с появлением sharing economy, то есть экономики совместного потребления, созданной Рейчелом Ботсманом и Ру Роджерсом в июне 2010 года. Концепция вторичного и совместного пользования уже давно практикуется в мире — это всем известные библиотеки и секонд-хенды. Идея перераспределения товаров у людей заметно сокращает расходы населения.
Наряду с краудшиппингом к нам пришли краудфандинг, райдшеринг, краудсорсинг, краудшуранс — сообщества, объединенные единой целью.
Краудшиппинг подразумевает под собой передачу посылки через людей, желающих помочь доставить товар к месту назначения. Данная система создана в связи с тем, что во многие уголки страны нет почтовой отправки, или курьерской доставки.

## История возникновения
Международные интернет-площадки краудшиппинга начали появляться в 2000 году. К 2013 году несколько стартапов, таких как Deliv и Friendshippr, начали применять принципы доставки толпы. Например, Deliv внедрила в тот же день доставку, используя не профессиональных водителей. Рами Ассаф и его команда разработали новую бизнес-идею под названием краудшиппинг, и создали для него приложение Friendshippr. Все что вам нужно, так это зарегистрироваться в Facebook, программа сама запросит список друзей и отправит им приглашение в приложение. Требуется указать список предметов, или куда пользователь хочет поехать. И если с друзьями идет пересечение информации (возможно пользователь летит в том направлении, куда хочет заказчик), программа уведомляет об этом пользователя.
Со временем начали появляться краудшиппинговые площадки в разных регионах мира. Так, в США и Европе зарекомендовали себя сервисы Deliv, FillUpMyLuggage, PiggyBee. В странах СНГ данную нишу активно занимают АТИ (биржа грузоперевозок) и новые сервисы, подобные онлайн-сервису Сквозняком.

## Подвиды
Краудшиппинг ‘может быть сгруппирован в четыре типа в зависимости от характера логистической услуги, которую они предлагают, хранение склада, местная доставка толпой, перевозка толпой и экспедирование толпой».
Службы хранения. Ресурсы толпы мобилизуются через поисковую систему, которая позволяет клиенту находить места для хранения, загруженные толпой. Большинство предложений в крупных городах, где высокие цены на недвижимость вытесняют традиционные складские помещения для бизнеса на окраину. Примеры: Big Apple Buddy, MyUS.com, HopShopGo.
Местная доставка толпой. Предоставление этих услуг зависит от транспортных ресурсов, к которым толпа имеет доступ, и использует индивидуальные логистические возможности, такие как сбор товаров, вождение и доставка. Транспортными ресурсами могут быть микроавтобусы, автомобили, скутеры, велосипеды, общественный транспорт или даже ходьба. Инициативы в этой области работают с использованием приложений для смартфонов, которые позволяют партнерам размещать запросы на доставку, которые затем выполняются другими партнерами. Примеры: Jojo , Deliv, Zipments 
Грузовые перевозки толпой связи между движущей силой и пользователями сервиса устанавливаются с помощью одного и того же типа интернет-платформ или мобильных приложений. Этот тип системы доставки кажется особенно подходящим для негабаритных или нестандартных отправлений, которые не могут быть отправлены по почте из-за их необычного объема, что делает использование стандартных услуг нецелесообразным или слишком дорогим. Примеры: Cargomatic 
Экспедирование грузов толпой. Эти инициативы работают с использованием поисковых систем, которые сопоставляют запросы клиентов с предложениями путешественников с одинаковым происхождением и назначением. Потенциальные пользователи сервиса могут размещать объявления, которые информируют толпу о своих потребностях в доставке, в то время как сверстники публикуют свои предстоящие маршруты путешествий. Эти инициативы развернуты по всему миру и могут иметь глобальный охват, хотя большинство из них специализируются на некоторых связях. Примеры: Grabr 
Существует менее распространенный подвид:  платформы на базе сообщества, которые связывают международных покупателей и местных рассыльщиков, позволяя покупателям использовать адрес рассыльщика в качестве места назначения покупки, после чего экспедиторы отправляют товары дальше покупателю. Примеры: Parcl , Shippn 

## Преимущества
1. Экономия денежных средств на доставку почтой/ курьерской доставкой.
2. Доставка в отдаленные места планеты, куда нет почтовой доставки.
3. Экономия доставки посылок в другие страны.
4. Курьерские услуги оплачиваются на рассмотрение «заказчика», это могут быть не только деньги, но и совместная прогулка, услуга за услугу, зачастую люди бесплатно помогают привезти посылку.
5. Возможность заработка за доставку груза.
6. Срочность доставки посылки.
7. Доставка ценных и нестандартных грузов (животные, изделия из хрупкого материала).
8. Уменьшение время простоя и повышение общей полезности службы автомобилей.
9. Новые знакомства, которые в современном обществе являются неотъемлемой частью.

## Недостатки
Кроме всех перечисленных преимуществ данного вида сервиса, он также имеет и ряд недостатков.
В своем докладе Генеральный почтовый инспектор США выражал беспокойство о том, что краудшипперы могут отобрать значительную часть доставок у традиционных почтовых служб, что может негативно сказаться на уровне почтового сервиса.
Основными слабыми местами краудшиппинга на данный момент являются:
- Безопасность, целостность доставляемых грузов и денежных средств, оплаченных за товар. Так как посылки доставляются частными лицами, то и гарантии в таком виде доставки получить достаточно сложно. Из самых простых ситуаций может быть повреждение товара или его не соответствие с тем, что заказчик изначально просил доставить. Также могут быть вопросы к соблюдению норм перевозок нестандартных грузов, таких как животные, хрупкие грузы, медикаментов и т. д.
- Мошенничество. В большинстве случаев, люди передают свои вещи с полностью незнакомыми людьми. Хотя краудшиппинговые сервисы работают над различными механизмами, чтобы предоставить своим пользователям больше гарантий, никто полностью исключить риск мошенничества не может.
- Проблемы конфиденциальности — крупные розничные продавцы, когда они используют краудшипперов для доставок «по месту», предоставляют домашние адреса и покупки своих заказчиков, по сути, посторонним людям, личности которых не подтверждены.